# Cappella Bardi (Santa Maria Novella)

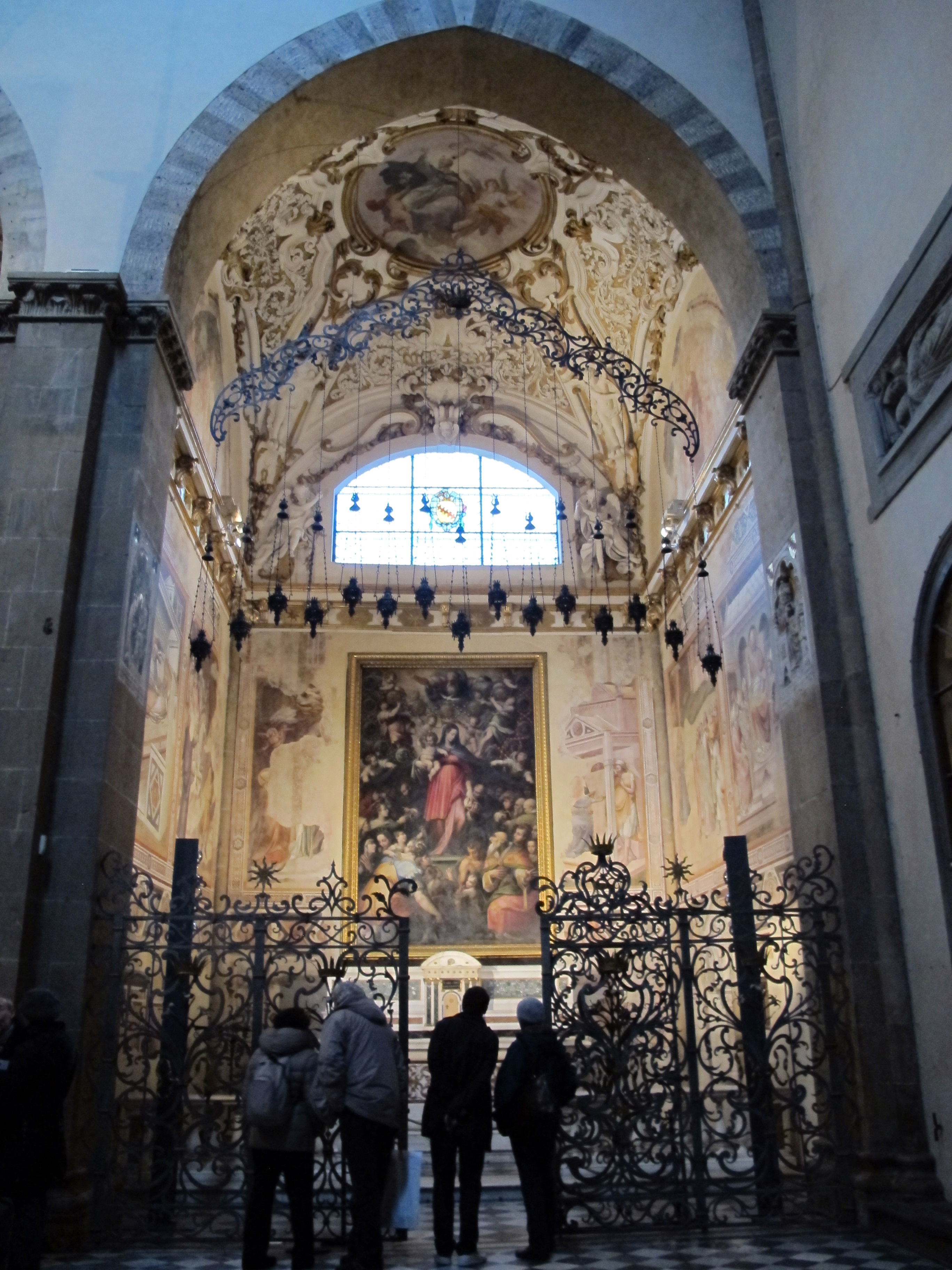
Cappella Bardi

La cappella Bardi (o di San Gregorio o del Sacramento o, dal 1715, di San Domenico) è la prima cappella all'estremità destra del transetto della basilica di Santa Maria Novella di Firenze.

## Storia e descrizione

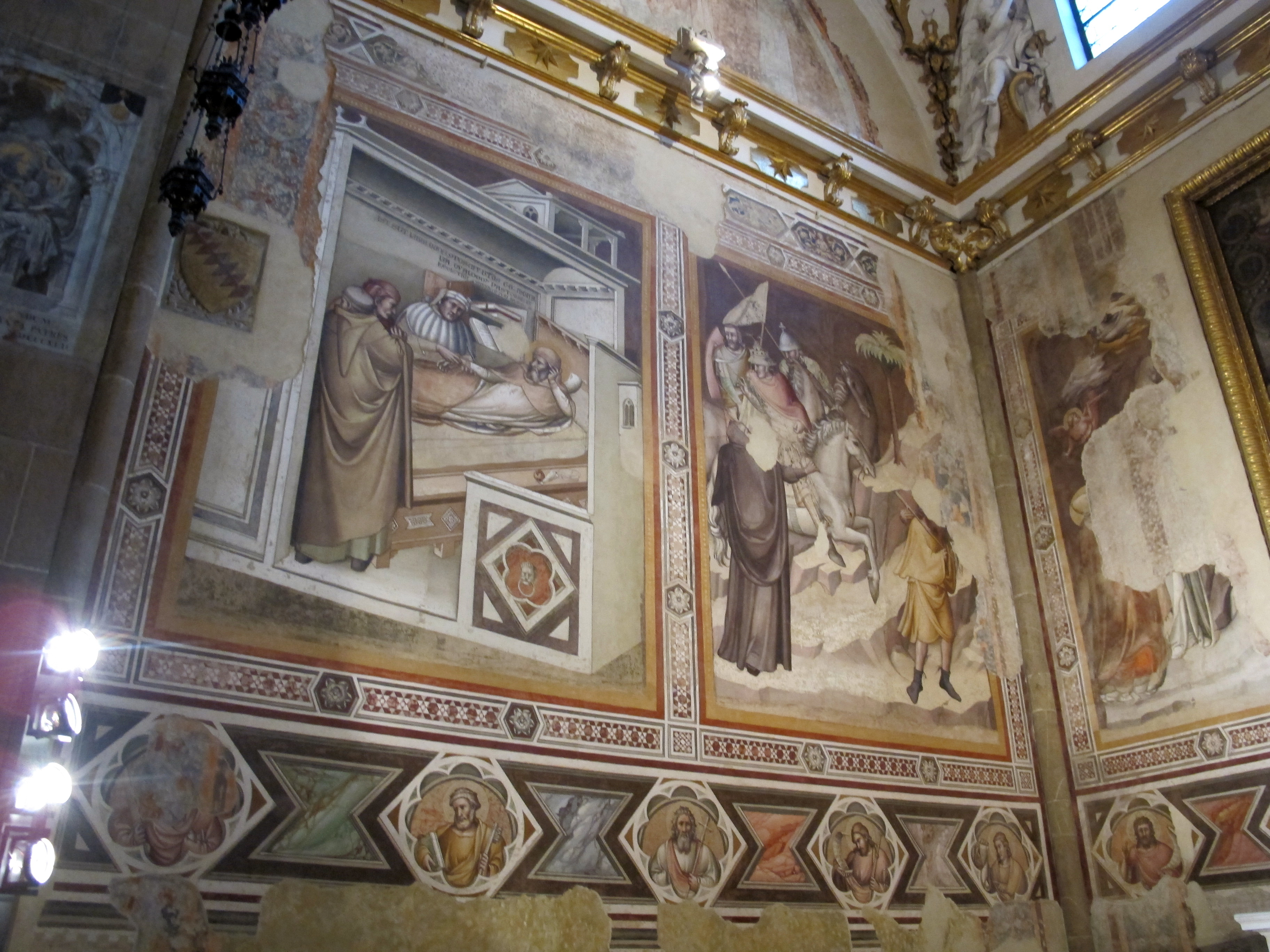
Il ciclo affrescato

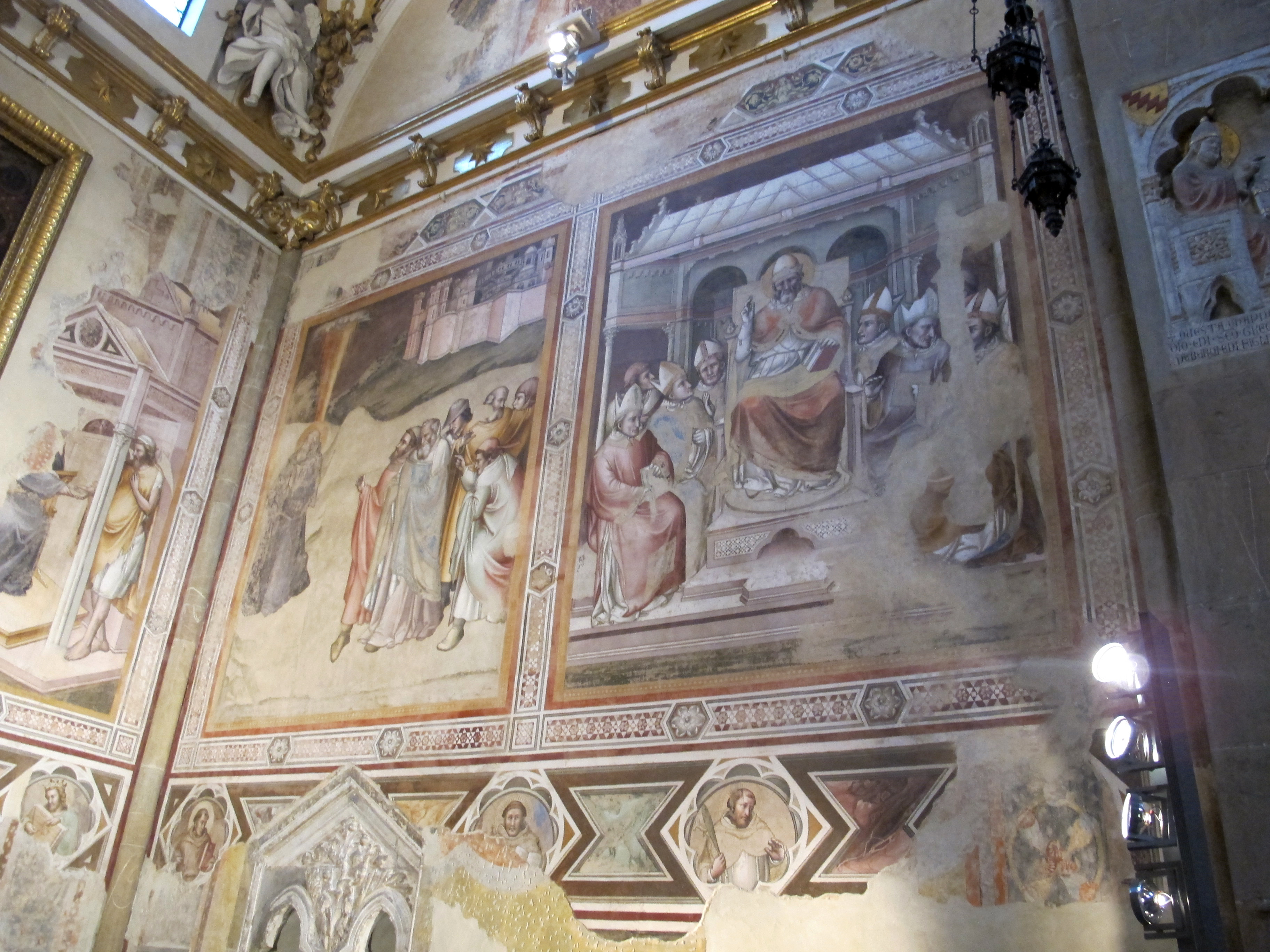
Il ciclo affrescato

### Il Duecento e Duccio
Era in origine, sin dal XIII secolo, la cappella della Compagnia dei Laudesi ed era intitolata a san Gregorio Magno. Fu proprio la compagnia a commissionare a Duccio di Buoninsegna la decorazione a fresco della cappella. I resti più evidenti di questi affreschi, risalenti al 1285 circa, sono presenti nelle lunette in alto delle due pareti laterali e raffigurano Cristo tra angeli (a destra) e San Gregorio Magno in trono tra due flabelliferi (a sinistra). A Duccio di Buoninsegna fu commissionata dalla Compagnia dei Laudesi anche la celebre Madonna Rucellai, la pala d'altare cosiddetta perché soggiornò a lungo nella vicina Cappella Rucellai prima di approdare alla Galleria degli Uffizi dove si trova ancora oggi.
La bifora nella muratura sulla parete di destra, risale al 1280-1285 circa ed è anteriore alla chiesa stessa (è forse parte dell'antica chiesetta di Santa Maria delle Vigne).

### Il patronato dei Bardi e il ciclo affrescato
Il patronato della cappella venne ceduta alla famiglia Bardi intorno al 1335, come testimoniato da un bassorilievo di anonimo scultore fiorentino sul pilastro di destra, che raffigura Riccardo de' Bardi inginocchiato di fronte a san Gregorio Magno. Sotto il patronato della famiglia venne realizzato il ciclo di affreschi visibile ancora oggi, con scene della Vita di san Gregorio Magno. Il ciclo, databile alla seconda metà del Trecento, è attribuibile ad un pittore riconducibile allo stile di Dalmasio e definito genericamente Pseudo Dalmasio.
Gli affreschi riportano, dalla parete di sinistra a quella di destra, le seguenti scene: 
- Gregorio detta i dialoghi febbricitante,
- L'imperatore Traiano e la vedova,
- Incontro di Gregorio con l'angelo,
- Elemosina di Gregorio al naufrago,
- Ritrovamento di Gregorio da parte del popolo per l'elezione a pontefice,
- Gregorio benedicente in trono tra i vescovi.

### Dal Settecento

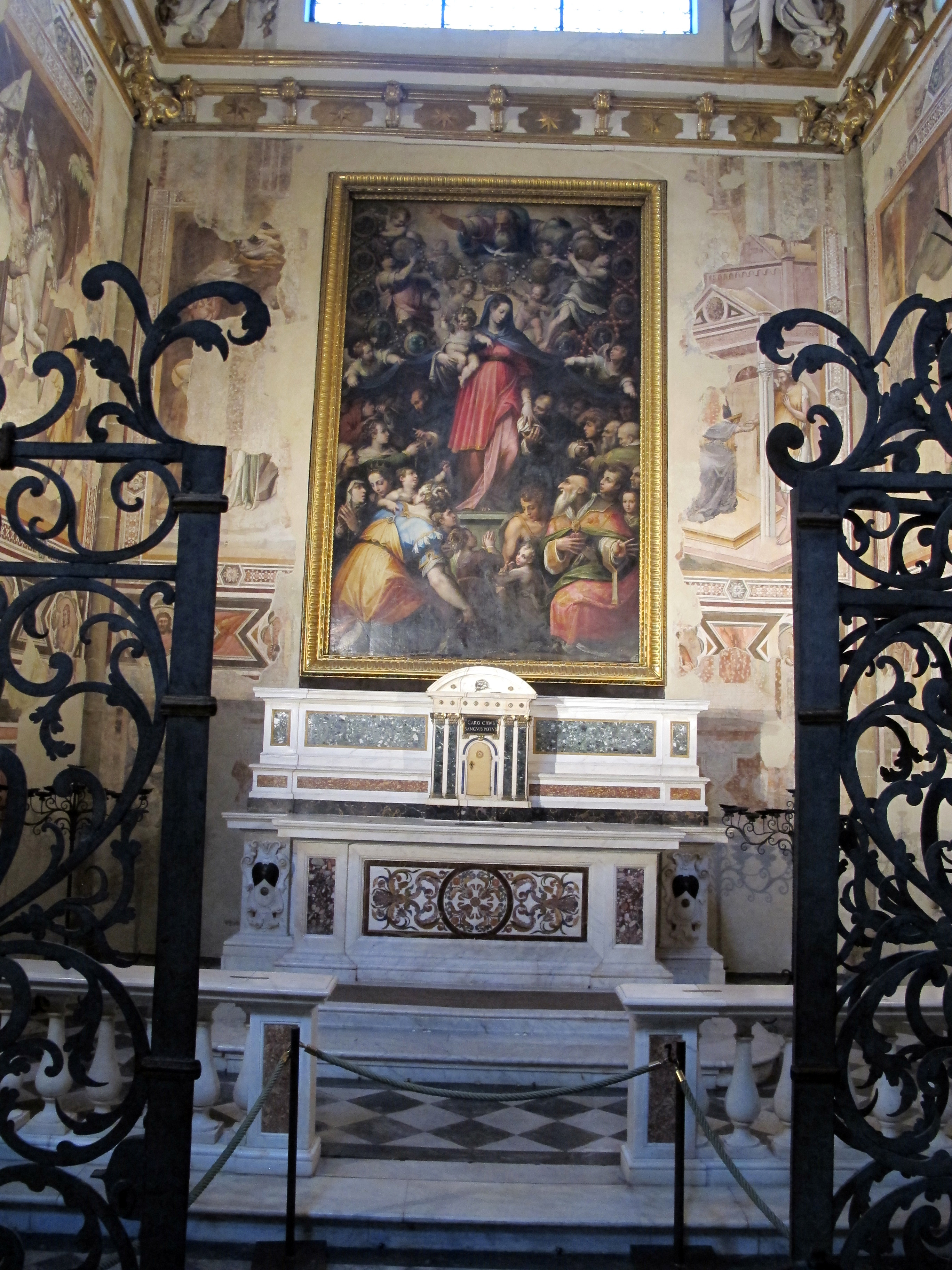
Madonna del Rosario di Vasari

All'inizio del Settecento la cappella fu intitolata a san Domenico e fu messo in atto un programma di ammodernamento totale che portò alla realizzazione di molte tele che furono apposte alla parete di fondo e alle pareti laterali, oggi tuttavia rimosse dalla loro collocazione d'origine. Di questo riallestimento settecentesco rimane invece la decorazione a stucchi della volta (di Marcantonio Pandolfi su disegno di Benedetto Grilli, 1708) con l'affresco di San Domenico in gloria di Pier Dandini (1708).
Un'altra testimonianza di questo programma di rinnovamento è l'altare con il paliotto in marmi intarsiati, opera del 1669 di Pier Francesco Silvani che fu però trasferita in questa cappella solo nel XVIII secolo, in seguito alla soppressione della Congregazione dei Preti della Santissima Concezione di Maria che aveva sede in via de' Servi. L'altare conserva il Santissimo Sacramento. Anche la cancellata è di questo periodo, per la precisione del 1707, opera di Giuseppe Arrigoni.
Recente è la collocazione della tela con la Madonna del Rosario di Giorgio Vasari del 1569  sulla parete di fondo della cappella, proveniente dal terzo altare della navata laterale di sinistra della chiesa, dove copriva la Trinità di Masaccio.